# Анастас Іширков
Анастас Тодоров Іширков (1868— 1937) — болгарський учений, географ і етнограф. Основоположник географічної науки в Болгарії. Ініціатор створення в 1918 році Болгарського географічного товариства.

## Біографія
Завдяки стипендії Міністерства освіти закінчив історичне відділення Вищої школи в Софії (нині Софійський університет). Після закінчення у 1891 працював викладачем у Варненській чоловічій школі.
У 1892 році пройшов спеціалізацію за курсом слов'янської філології в Лейпцигу, де слухав лекції з географії професора Фрідріха Ратцеля.
У серпні 1895 року захистив докторську дисертацію на тему «Південна Болгарія».
Після повернення на батьківщину у 1895 призначений учителем географії столичної гімназії.
Наступного року Міністерство освіти направило Анастаса Іширкова в Берлінський університет, де він продовжив спеціалізацію під керівництвом Фердинанда фон Ріхтгофена.
З 1898 по 1933 — викладач у Софійському університеті, читав лекції з географії й загальної етнографії. Пройшов шлях від доцента до завідувача кафедри, професора, декана, а згодом ректора університету (1915—1916).
З 1904 року — член Болгарської академії наук.
З 1920 одночасно викладав географію у столичному Вільному університеті політичних і господарських наук.
Ініціатор створення та керівник Болгарського географічного товариства (1918). Член-засновник Болгарського археологічного інституту (1920). Член редакцій видань «Български преглед», «Българска библиотека» (Лейпциг), «Австрийска библиотека» (Відень), «Географска библиотека» (Софія).
Як знавець болгарського національного питання у складі болгарської делегації по закінченню Другої Балканської війни в 1913 році брав участь в укладенні мирного договору в Бухаресті і першому складі делегації Болгарії на мирних переговорах у Брест-Литовську (1917—1918). Брав участь у підготовці меморандуму Паризької мирної конференції (1919).
У зв'язку з тяжкою хворобою в 1933 полишив викладацьку діяльність. Заповів Софійському університету 900 000 левів.
Помер від раку.

## Наукова діяльність
Професор Анастас Іширков здійснив значний внесок у розвиток географії, зокрема антропо- і політичної географії. Особливу увагу звертав на проблеми демографії та населених пунктів Болгарії.
Читав курс лекцій не лише з географії, а й геоморфології, кліматології, гідрології, антропогеографії, політичної та історичної географії, вплинув на визначення основних завдань і напрямків розвитку цих наук.
Заклав основи географічної науки в Болгарії.

## Вибрані наукові праці
- Изследвания за Македония (1893)
- Anastas Ischirkoff, Südbulgarien. Universität Leipzig. 1896
- Étude sur l'ethnographie des Slaves de Macédoine (1907)
- Девненските извори и тяхното поселищно и стопанско значение (1906)
- Принос към етнографията на македонските славяни" (1907)
- Принос към географията на Княжество Бълчария ч. I и II (1907)
- Западната граница на Македония и албанците (1908)
- България (1910)
- Впечатления от Македония (1910)
- Град Солун. Политико-географски и народостопански бележки (1911)
- Град София през XVII век (1912)
- A. Ishirkov, Oro-und Hydrographie von Bulgarien. Aus dem Bulgarischen hrsg. von A. Kassner, mit 1 Karte und 35 Abbildungen im Text (Zur Kunde der Balkanhalbinsel. I. Reisen und Beobachtungen …, Heft 17). Im Kommissionsverlag von J. Studnička & Co., Sarajevo (1913)
- Орография и хидрография на България (1913)
- Чалъкавашкият проход в Стара планина (1913)
- България и Бяло море. Политико-географски чъртици (1914)
- Упътване към изучаване селищата в българските земи (1914)
- Западните краища на Българската земя. Бележки и материали (1915)
- Охридското езеро и град Охрид (1915)
- Брой на българите (1916)
- А. Ischirkow, Die westlichen Teile der bulgarischen Gebiete, 1915
- Die Bulgaren — ihre historische, ethnografische und politische Grenzen. Geographische Mitteilungen 1915, hrsg. von Prof. Anastas Ischirkoff. (Atlas mit 40 Karten).
- A. Ischirkoff, Bulgarien, Land und Leute. 1. Teil (Allgemeines, Paläogeographie, Oberflächengestaltung, Klima, Pflanzenleben, Tierwelt). 1916
- Добруджа. География, история, етнография (съавтор)(1918)
- Prof. Dr. A. Ischirkoff. Le nom de Bulgare — Eclaircissement d´Histoire et ´Etnographie, 1918
- Град Враня и Вранско" (1918)
- Ischirkoff, A., La Macedonie et la Constitution de l´Exarchat bulgare (1830 á 1897), (1918)
- Ischirkoff, A., La Bulgarie et le Mer Egee. Le probleme de la Thrace, (1919)
- Ischirkoff, A., La Bulgarie et la Dobroudja (Pochon-Jent & Bühler), (1919)
- България. Географски бележки (1919)
- Западна Тракия и договорът за мир в Ньой (1920)
- Походът на Владислав Варненчик в България 1443—1444 г. (1923)
- Характерни черти на градовете в Царство България (1925)
- Град Ловеч. Географско положение (1929)
- Река Осъм (1930)
- Стари описания на Ловеч (1931)
- Анастас Хитров, В: Ловеч и Ловчанско. Географско, историческо и културно описание., Кн. 4. (1932)
- Ловчанци и освободителното движение на България (1932)
- Иширков, Ан., Ковачев, Н. Българска ономастика. (1989) и др.

## Вшанування
- Почесний житель міста Ловеч.
- На його честь назване село Професор-Іширково у Силістринській області Болгарії, а також вулиці в Софіі і Ловечі.
- У 1985 році заснована Медаль «Анастас Іширков», якою нагороджують видатних наукових працівників та почесних членів Болгарського географічного товариства.